# Кофод-Йенсен, Йёрген
Йёрген Кофод-Йенсен (дат. Jørgen Kofod-Jensen) — датский лингвист, президент Датского союза за интерлингву.
Йёрген Кофод-Йенсен родился 30 октября 1923 года в Копенгагене, Дания. По профессии он был инженер-строитель в системе водоснабжения Копенгагена. Он изучал инженерное дело в Metropolitanskolen, а также интересовавшие его языки: Интерлингва и прочие, например, испанский, Эсперанто, окциденталь и другие.
Он стал членом совета Датского союза за интерлингву (DIU) с его основания в 1960 году. С 1963 года он служил в должности секретаря, а с 1985 года — президента DIU. Также он был редактором периодического издания Actualitates с 1972 по 2000 год.
7 июля 1998 года он, вместе со своей женой Карен, отметил 25-ю годовщину свадьбы. Скончался 13 декабря 2004 года в возрасте 81 года.